# Jaworowy Potok
Jaworowy Potok (słow. Javorinka, niem. Uhrnbach, węg. Javorinka-patak) – duży potok w słowackich Tatrach Wysokich, płynący Doliną Zadnią Jaworową i Doliną Jaworową. Wypływa z Żabiego Stawu Jaworowego (1886 m n.p.m.). Ma kilka większych dopływów płynących z bocznych odnóg Doliny Jaworowej. W okolicach Jaworowej Polany tworzy serię niewielkich kaskad. Po opuszczeniu Tatr przepływa w północno-wschodnim kierunku Rowem Podspadzkim przez wsie spiskie: Jaworzyna Tatrzańska i Podspady. W Podspadach zakręca w północno-zachodnim kierunku i doliną pomiędzy Magurą Spiską i grzbietem Skoruśniaka. Przez końcowy odcinek potoku przebiega granica polsko-słowacka. Na wysokości ok. 805 m n.p.m., powyżej Jurgowa Jaworowy Potok wpada do Białki, jako jeden z jej głównych dopływów.
Dopływy Jaworowego Potoku (wymienione w kolejności od góry):
- dopływy lewe: Ryglowa Woda, Żabi Potok Jaworowy, Zielony Potok Jaworowy (Zelený potok), Świstowa Woda, Koński Potok, Suchy Potok Jaworowy, Szeroki Potok (Široký potok), Biały Potok (Biely potok), Borowski Potok, Kobyli Potok, Wojtasowy Potok,
- dopływy prawe: Zadnia Sobkowa Woda, Skrajna Sobkowa Woda, Sucha Woda Jaworowa, Czarny Potok Jaworowy (Čierny potok), Koperszadzki Potok (Meďodolský potok), Stefanowy Potok (Štefanka), Bujaczy Potok, Międzyścienny Potok (Medzistenný potok), Nowy Potok (Nový potok), Hawrani Potok (Havrani potok), Kotliński Potok, Goliasowski Potok.

## Szlaki turystyczne
Czasy przejścia podane na podstawie mapy.
  – szlak zielony biegnie z Jaworzyny Tatrzańskiej przez Rozdroże pod Muraniem, dalej wzdłuż Jaworowego Potoku do Żabiego Stawu Jaworowego, potem na Lodową Przełęcz, skąd wiedzie dalej do Doliny Pięciu Stawów Spiskich.
- Czas przejścia do Rozdroża pod Muraniem: 30 min w obie strony
- Czas przejścia od rozdroża na Lodową Przełęcz: 4:30 h, ↓ 3:30 h

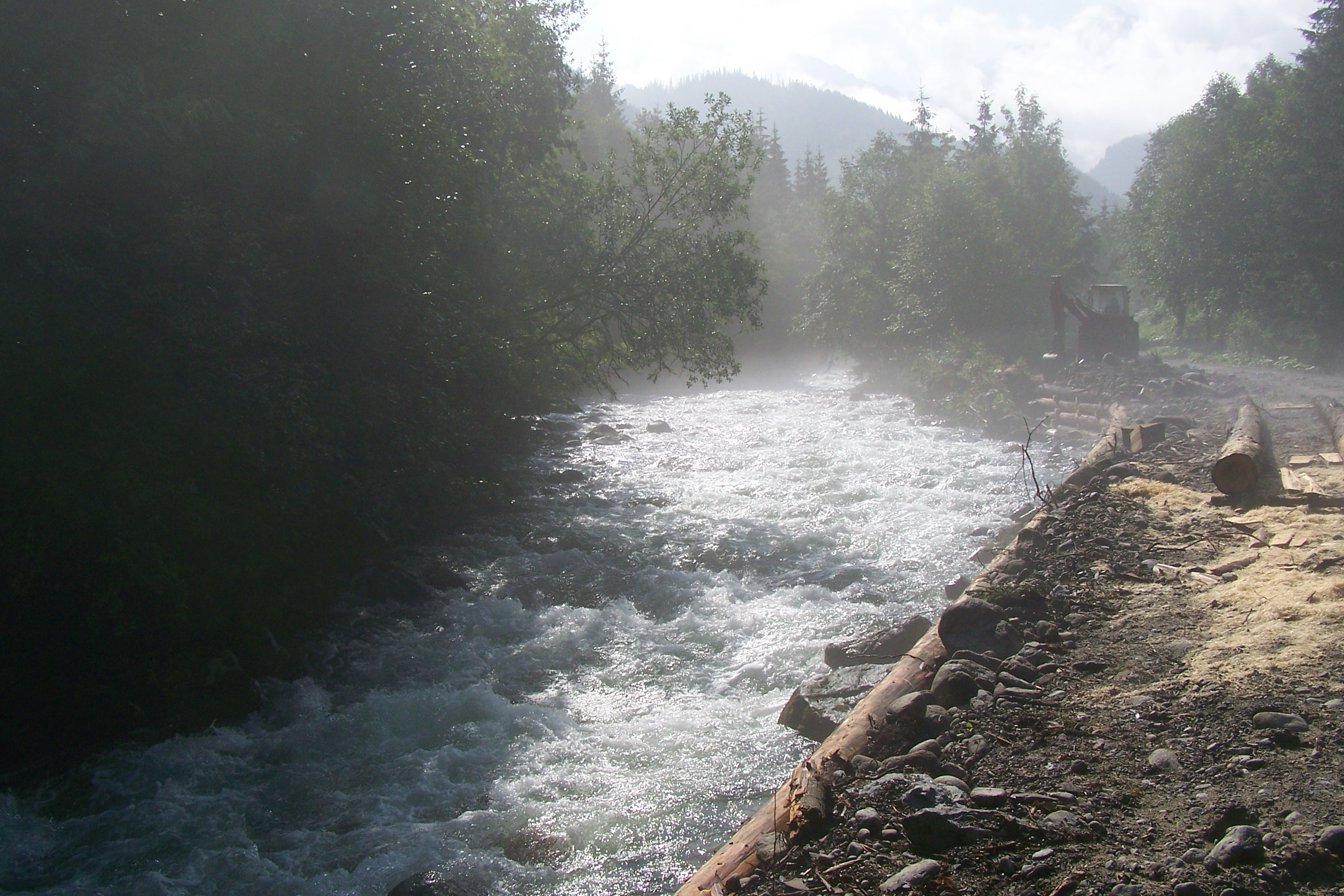
Jaworowy Potok w dolnej części Doliny Jaworowej